# Chris Steenbergen
Chris Steenbergen (Amsterdam, 5 maart 1920 - aldaar, 12 maart 2007) was een Nederlands beeldend kunstenaar die actief was als sieraadontwerper en edelsmid. Hij was werkzaam in Amsterdam.

## Biografie
Steenbergen werd opgeleid aan het Instituut voor Kunstnijverheidsonderwijs te Amsterdam (1939-1942). Hij werkte met materialen als metaal, goud en zilver.
In de naoorlogse jaren deelde Steenbergen zijn atelier met Esther Swart-Hudig en zijn zwager Archibald Dumbar.